# Trichomyia urbica
Trichomyia urbica is een muggensoort uit de familie van de motmuggen (Psychodidae). De wetenschappelijke naam van de soort is voor het eerst geldig gepubliceerd in 1839 door Haliday.
In Nederland is het de enige soort uit de onderfamilie Trichomyiinae. Deze onderfamilie mist een ader in de vleugels, die bijna alle andere soorten wel hebben.